# 世界语标志

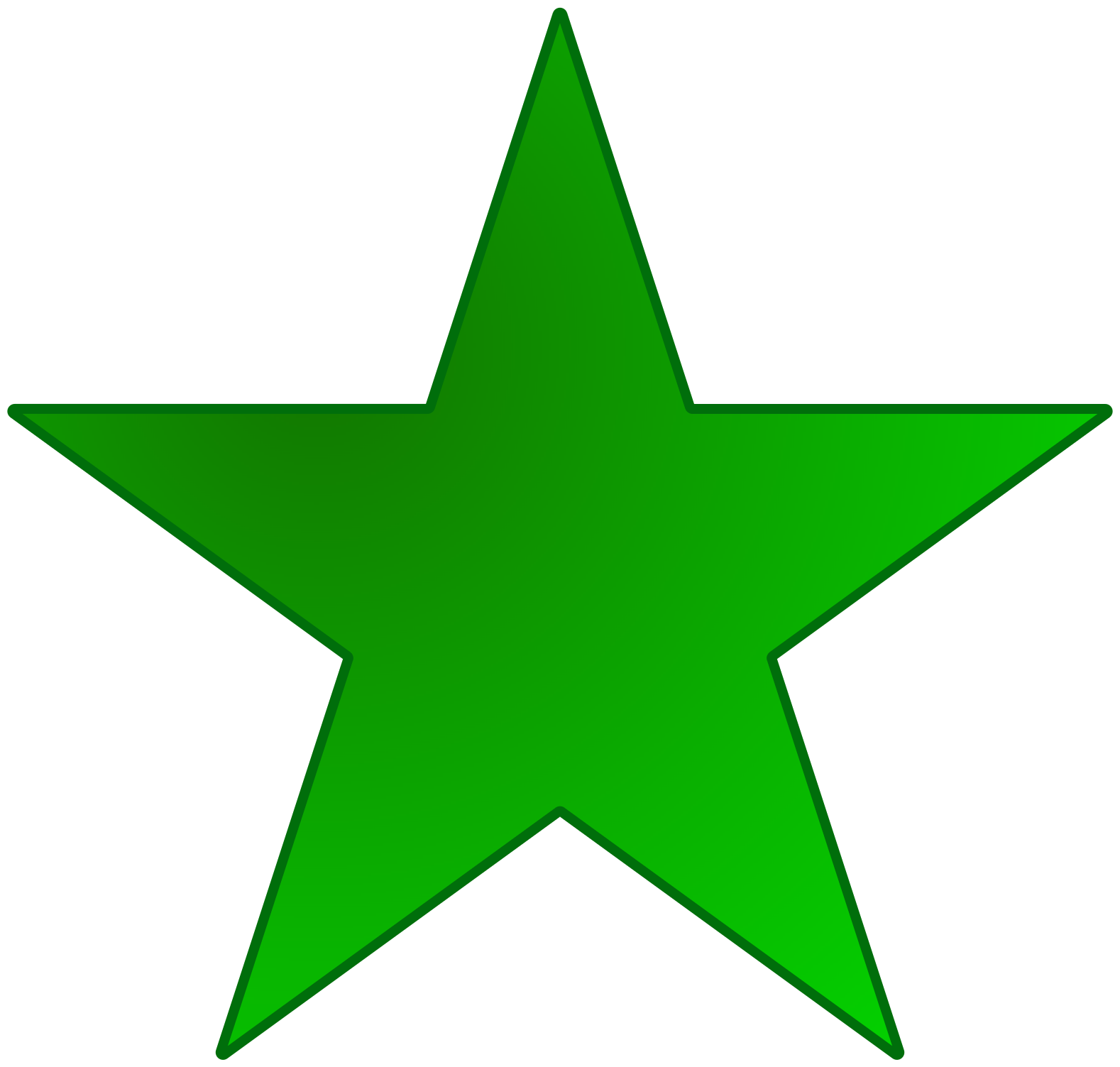
绿星-世界语的标志

绿星是最基本的世界语象征标志，通常用在胸针或汽车上的不干胶。绿星象征希望，五个角象征五大洲。在世界语的旗帜上也有绿星。

## 历史
1892年：起初这一标志只是在纸上（印刷品，或信纸上）。当年有些世界语者们提出建议，在名片或信封上用某种标记来代表世界语。该建议一出来，每一位世界语者都开始佩带某种标志。
1893年：有建议在手镯，手表上或夹鼻眼镜带些垂饰，Louis de Beaufront 建议要与事业相联系，要有绿色和星。
1895年：有人准备了金色星的信封。在第一次世界会议期间，Pourcine 先生建议采用一个共同的世界语标志，叫做绿星。

## 绿星旗

世界语旗帜

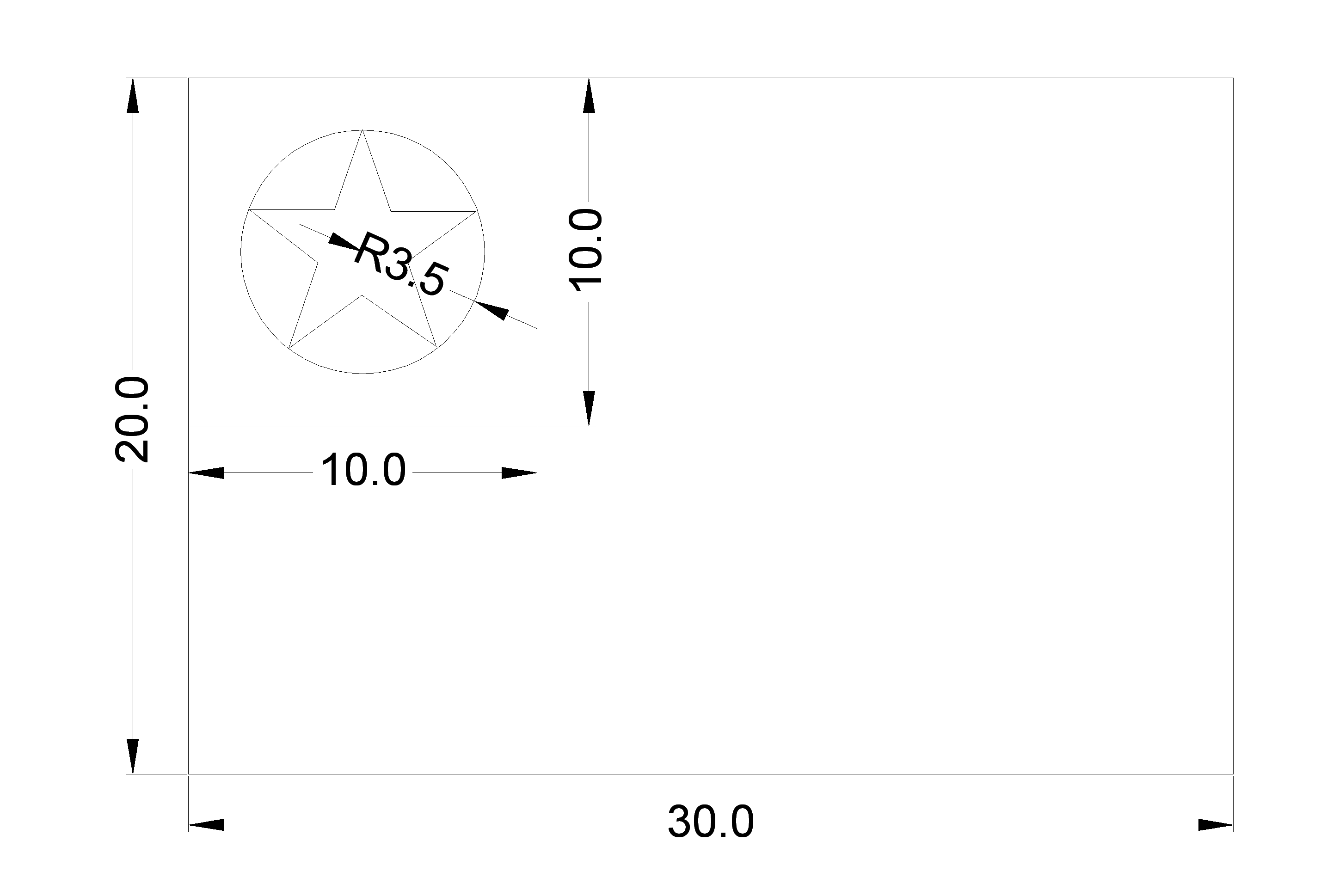
旗帜比例

绿星旗是世界语的旗帜。绿色象征希望，白色象征和平与中立，五角星的五个角象征五大洲。
它原本是法国布伦一个俱乐部的旗帜（比例有所不同），人们采用它为标志旗是在1905年的第一届国际世界语大会上。
绿星旗的比例是：2：3。这个比例3:2=1,5的关系是1,618 的黄金分割线。
有些世界语者反对它的使用，因为对非世界语者它似有宗教或民族主义的元素。那么，他们更喜欢现代些的，所谓百年标志的旗帜。首先是百年的象征。其实，百年象征（也被叫做：“世界语瓜”，或“世界语蛋”“橄榄球”）是尤其被用于现在的UEA（国际世界语协会）的标志。

## 百年标志

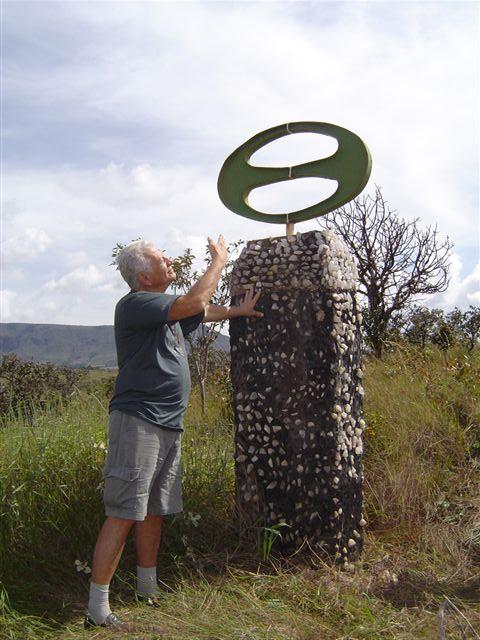
世界语百年庆典标志纪念碑（巴西）Hilmar Ilton S. Ferreira

世界语百年标志是现代的图形用来代表世界语的内在理想：团结所有的人。它用一个拉丁字母E (Esperanto)和西里尔字母Э (Эсперанто) 象征东西方的统一。采用这两个字母的想法是由于冷战的结束，美国（主要语言是英语，其使用拉丁字母）和苏联（主要语言为俄语，其使用西里尔字母）是世界上主要的敌对国家。
国际世界语协会发起了百年标志的设计竞赛，1983年，最终巴西世界语者Hilmar Ilton S. Ferreira赢得了设计奖，当时它还不是对称的。后来，UEA请求安特卫普设计中心的Bob Venhuizen进一步完善了它。这一经完善了的设计被国际世界语协会在百年庆典时采用。

各不同版本的百年标志
UEA使用版本，百年庆典后（比利时）佛兰德世界语协会现在使用。
使用版本之一，不常被使用。
带有绿星和世界语文字的修改过的版本。